# ザヴィエラ・ホランダー
ザヴィエラ・ホランダー（Xaviera Hollander、1943年6月15日 – ）は、オランダの元コールガール、マダム、著作家。ベストセラーとなった回顧録『The Happy Hooker: My Own Story』で知られている。

## 生い立ち
出生名ザヴィエラ・"ヴェラ"・デ・フリース（Xaviera "Vera" de Vries）として、後に現在のインドネシアの一部となる日本占領下のオランダ領東インドのスラバヤで、オランダ系ユダヤ人医師の父とフランス系・ドイツ系の母の間に生まれた。人生の最初の数年間を日本人が運営する強制収容所で過ごした。
20代前半でアムステルダムを離れ、義理の妹が住むヨハネスブルグに向かった。同地でアメリカ合衆国の経済学者ジョン・ウェーバーと出会い婚約。婚約解消後、南アフリカを離れニューヨーク市に向かった。

## 経歴
1968年、マンハッタンのオランダ領事館の秘書の仕事を辞任し、コールガールとなり一晩に1,000ドル（現在の7,800ドル相当）を稼いだ。1年後、自身の売春宿ヴァーティカル・ホーアハウスを開き、時を置かずニューヨーク市を代表するマダムとなった。1971年、売春によりニューヨーク市警察に逮捕され、アメリカを離れることを余儀なくされた。

### 著作家
1971年、回顧録『The Happy Hooker: My Own Story』を出版。ホランダーの口述を取ったロビン・ムーアがタイトルを思いつき、イヴォンヌ・ダンリーヴィーが代筆した。ホランダーは後に多くの本を書き、アムステルダムで演劇をプロデュースした。2002年の本『Child No More』は、母親を失う物語であった。また35年間に亘りペントハウス誌に「Call Me Madam」という人生相談コラムを書いていた。

### その他の仕事

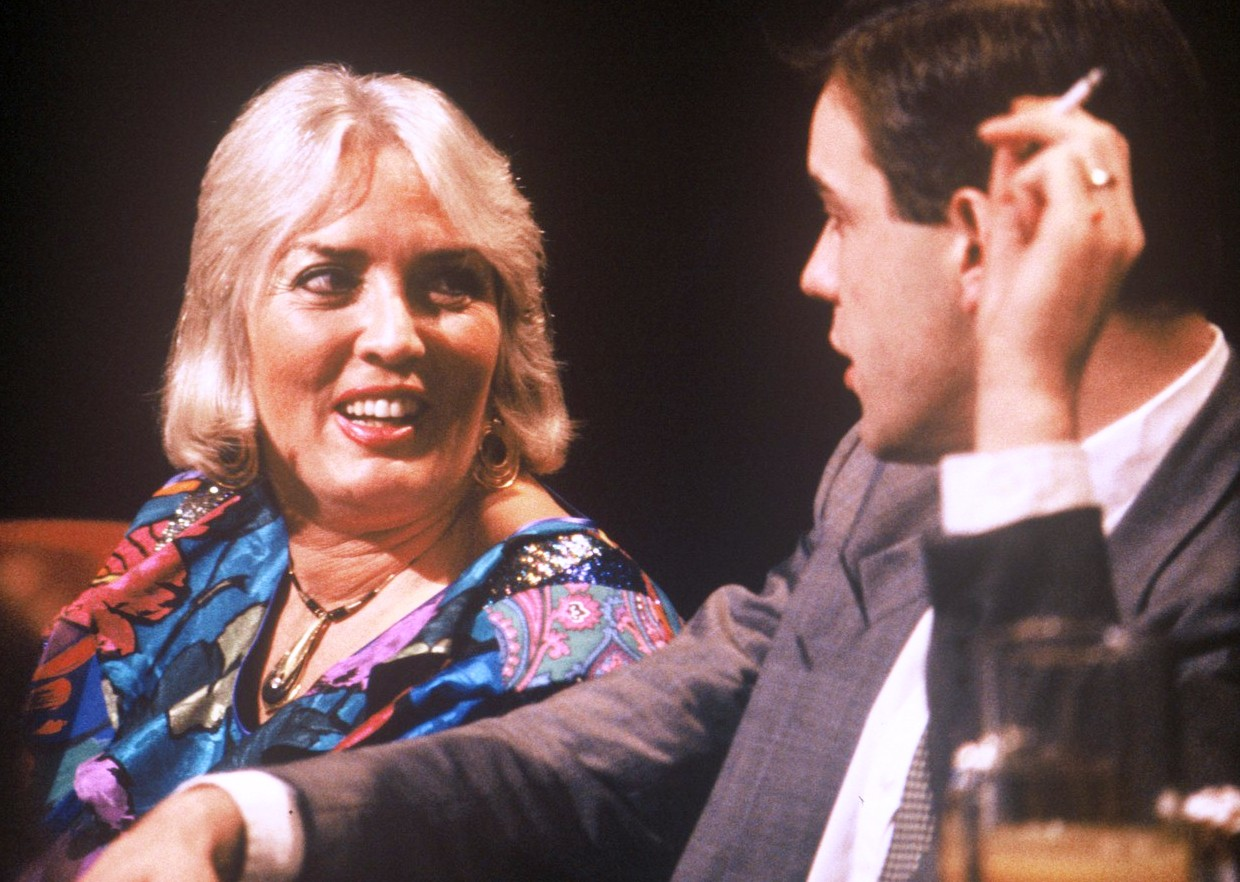
1989年、テレビ番組『アフター・ダーク』にて

1970年代初め、主に朗読からなるアルバム「Xaviera!」をレコーディングした。カナダのGRT Recordsレーベル（GRT 9230-1033）のために、セックスと売春に関する彼女の哲学を語り、ビートルズの曲「ミッシェル」のカバーバージョンを歌い、ロニー・ホーキンスによるゲスト「ボーカル」とのテレフォンセックス、3P、有名人との出会いなどのシミュレートされた性的出会いが録音された。
1974年、エロティックなボードゲーム「Xaviera's Game」がReiss Games, Inc.から発売された。1975年、半自伝的な映画『My Pleasure is My Business』に出演。2005年から、アムステルダムの自宅でベッドと朝食を提供するザヴィエラズ・ハッピー・ハウスを運営している。

## 私生活
ホランダーは1970年代の数年間トロントに住み、同地でカナダの骨董商でダウンタウン・シーンの常連であるフランク・アップルバウムと結婚した。彼女はジョン・ドラモンドという恋人に言及している。2人は長年パートナーを組んでおり、『Let's Get Moving』 (1988年) など2冊の共著がある。
私は何年もの間、生涯の恋人ジョン・ドラモンドと一緒に過ごした。ジョン・ドラモンドはスコットランドの野生的な知識人で、ウィスキー、ビール、ワインが好きだった。私たちは素晴らしいセックスをした。時には1日3回。彼は私より17歳年上だった。—『ハッピーフッカー』のインタビューより
ドラモンドはホランダーの夫の1人としてリストアップされている。1997年頃、「同性愛者になった」と主張し、ディアと言うオランダの詩人と長期間に亘り交際した。2007年1月、オランダ人男性フィリップ・デ・ハーンとアムステルダムで結婚した。

## 描写・出演
ホランダーは5回映画に描かれている。
- 『The Life and Times of Xaviera Hollander』（1974年、ポルノ映画) – サマンサ・マクラーレン[11]
- 『The Best Part of a Man』（1975年)
- 『ハッピーフッカー/陽気な娼婦』（1975年) – リン・レッドグレイヴ
- 『ハッピーフッカー3/風俗軍団首都侵攻』（1977年) – ジョーイ・ヘザートン
- 『ハッピーフッカー2』（1980年) – マルティーヌ・ベズウィック

彼女は少なくとも2本の映画に出演している。
- 『My Pleasure Is My Business』（1975年、アル・ワックスマン（英語版）監督）: ガブリエル役
- 『Xaviera Hollander, the Happy Hooker: Portrait of a Sexual Revolutionary』（ロバート・ダンラップの監督、共同製作、撮影、編集による2008年のドキュメンタリー映画。ホランダーは脚本にも参加している[12]。）

1989年、メアリー・ストット、マルコム・ベネット、ハンス・アイゼンクなどと共に、イギリスの討論番組『アフター・ダーク』に長時間に亘り出演した。
彼女の生涯を描いたミュージカルがリチャード・ハンサムとウォーレン・ウィルズによって制作された。

## 書籍

### ノンフィクション
- Robin Moore; Yvonne Dunleavy; Xaviera de Vries Hollander (1971). The Happy Hooker: My Own Story. Sphere Books. ISBN 978-0-900735-13-4 ムーアがホランダーの口述を取り、ダンリーヴィーがそれを書き写した。
- Letters to the Happy Hooker. New York: Warner Paperback Library. (1973). ISBN 978-0-446-78277-7
- Xaviera!: Her Continuing Adventures. New York: Warner Paperback Library. (1973). ISBN 978-0-446-78278-4
- Xaviera Goes Wild. New York: Warner Paperback Library. (1974). ISBN 978-0-446-59632-9
- Xaviera on the Best Part of a Man. New York: New American Library. (1975). ISBN 978-0-451-06698-5
- マリリン・チェンバースと共著:  Xaviera Meets Marilyn Chambers. New York: Warner Paperback Library. (1976). ISBN 978-0-446-79946-1
- Xaviera's Supersex: Her Personal Techniques for Total Lovemaking. New York: New American Library. (1976). ISBN 978-0-725-50518-9
- Xaviera's Fantastic Sex. New York: New American Library. (1978). ISBN 978-0-451-15104-9
- Xaviera's Magic Mushrooms. Sevenoaks, Kent: New English Library. (1981). ISBN 978-0-450-05064-0
- The Inner Circle. London: Granada. (1983). ISBN 978-0-583-13687-7
- Fiesta of the Flesh. London: Panther. (1984). ISBN 978-0-586-06195-4
- The Best of Xaviera. Sydney: Horwitz Grahame. (1985). ISBN 978-0-7255-1841-7
- Knights in the Garden of Spain. London: Grafton. (1988). ISBN 978-0-586-07432-9
- Child No More: A Memoir. New York: ReganBooks. (2002). ISBN 978-0-06-001417-9
- The Happy Hooker's Guide to Mind-Blowing Sex: 69 Orgasmic Ways to Pleasure a Woman. New York: Skyhorse Pub. (2008). ISBN 978-1-60239-240-3

### フィクション
- Hollander, Xaviera (1983). Lucinda, My Lovely. Henley-on-Thames. ISBN 978-0-85628-118-1
- Hollander, Xaviera (1984). Lucinda: Hot Nights on Xanthos. Henley-on-Thames. ISBN 978-0-85628-129-7. "(Originally published 1983)"
- Erotic Enterprises Inc. Henley-on-Thames: Ellis. (1985). ISBN 978-0-85628-142-6
- ジョン・ドラモンドと共著:  Happily Hooked. Panther. (1985). ISBN 0-586-06399-4
- The Erotic Adventures of Sandra. (1986)
- The Golden Phallus of Osiris Trilogy:
  - Hollander, Xaviera (1987). Yours Fatally!. London. ISBN 978-0-586-07039-0
  -  The Kiss of the Serpent. Grafton. (1987). ISBN 978-0-586-07040-6
  -  Prisoner of the Firebird. Grafton. (1988). ISBN 978-0-586-07041-3
- ジョン・ドラモンドと共著:  Let's Get Moving. Grafton. (1988). ISBN 0-586-07431-7
- Lucinda and Other Lovelies. Ellis. (1990). ISBN 978-0-85628-198-3. "Lucinda, My Lovely; Lucinda: Hot Nights on Xanthos; Erotic Enterprises Inc."